# Muiredach II Muinderg
Muiredach II Muinderg („z Czerwoną Szyją”) – pierwszy król Ulaidu (Ulsteru) z dynastii Dál Fiatach w latach ok. 450-479, jeden z dwunastu synów Forgga mac Dalláin (zm. ok. 450 r.), prawdopodobnego króla Ulsteru.
Źródła nie są zgodne, co do jego liczby lat panowania nad Ulsterem. W „Rawlinson B 502”, manuskrypcie z XII w., zanotowano na jego temat: "Muiredā[ch] Mūn[derg] .xxx. b[liadna]" (faksym. 157), a w „Laud 610” (XV w.) " Muredā[ch] Mū[n]d[er]g .xxx. [bliadna]" (fol. 107 b 20). Zapisano tam małymi literami rzymską cyfrę XXX, oznaczającą trzydzieści lat rządów. Natomiast Księga z Leinsteru podała, że panował 24 lata (MS folio 41c). Dokładna data śmierci Muiredacha nie jest znana. Prawdopodobnie zmarł w 479 r.
W okresie po zniszczeniu Emain Macha w 450 r., Ulaid został odbudowany, w którym Dál Fiatach pojawił się jako suzeren, zaś Muiredach jako pierwszy historyczny król. Zgodnie z tradycją dotyczącą Dál Fiatach, otrzymał on błogosławieństwo od świętego Patryka. Wczesna siedziba władzy tej dynastii znajdowała się prawdopodobnie na terenie hrabstwa Louth w Óchtar Cuillche (lub Colland) i nDruimnib Breg (Collon, na południe od Ardee, hr. Louth). Jego potomkowie ponoć tutaj podzielili swoje dziedzictwo na początku VI wieku.

## Potomstwo
Źródła podają, że Muiredach miał pięciu synów:
- Cairell (Cairill) I Coscrach mac Muiredaig (zm. 526 r.), przyszły król Ulaidu
- Eochaid IV mac Muiredaig (zm. 503 r.), następca na tronie Ulaidu; rodzony brat Eogana i Mael Odara (mieli wspólną matkę)
- Eogan Merchrom, przodek Uí Merchruim
- Brenaind, założyciel rodzina Brenaind (według innych źródeł nie był synem Muiredacha ale pochodził z Uí Fiachrach)
- Mael Odar, przodek Maili Uidri